# Campyloneurus striolatus
Campyloneurus striolatus är en stekelart som beskrevs av Szepligeti 1914. Campyloneurus striolatus ingår i släktet Campyloneurus och familjen bracksteklar. Inga underarter finns listade.